# LIN52
LIN52 (англ. Lin-52 DREAM MuvB core complex component) – білок, який кодується однойменним геном, розташованим у людей на 14-й хромосомі. Довжина поліпептидного ланцюга білка становить 116 амінокислот, а молекулярна маса — 13 001.
| 10         |  | 20         |  | 30         |  | 40         |  | 50         |
| ---------- |  | ---------- |  | ---------- |  | ---------- |  | ---------- |
| MGWKMASPTD |  | GTDLEASLLS |  | FEKLDRASPD |  | LWPEQLPGVA |  | EFAASFKSPI |
| TSSPPKWMAE |  | IERDDIDMLK |  | ELGSLTTANL |  | MEKVRGLQNL |  | AYQLGLDESR |
| EMTRGKFLNI |  | LEKPKK     |  |            |  |            |  |            |

A: Аланін

D: Аспарагінова кислота

E: Глутамінова кислота

F: Фенілаланін

G: Гліцин

I: Ізолейцин

K: Лізин

L: Лейцин

M: Метіонін

N: Аспарагін

P: Пролін

Q: Глутамін

R: Аргінін

S: Серин

T: Треонін

V: Валін

W: Триптофан

Кодований геном білок за функцією належить до фосфопротеїнів. 